# Reginald Pole
Reginald Pole (født 3. marts 1500, død 18. november 1558) var en engelsk statsmand og kirkemand.
Pole tilhørte en fornem familie, der var nært beslægtet med Huset York, da hans mor, Margaret Pole, grevinde af Salisbury, var datter af hertugen af Clarence, yngre bror til Edvard 4. af England. Henrik 8. interesserede sig meget for den unge mand og lod ham studere først i Oxford, siden i Italien (1521—30) og Paris. Han undgik så længe som muligt at udtale sig i sagen om Henriks skilsmisse fra Katarina af Aragonien, skønt han havde fået universitetet i Paris til at udtale sig til fordel for skilsmissen. Endelig da kongen tvang ham til at sige sin mening, udgav han i 1536 værket De unitate ecclesiæ, der skarpt kritiserede kongens optræden. Han brød herved med sit fædreland og opholdt sig i 20 år i landflygtighed. Paven gjorde ham til kardinal og sendte ham som legat til Nederlandene. Han arbejdede her ivrigt på at rejse det engelske folk til opstand og få Frankrig og Spanien til at angribe England. Han tænkte, at han selv kunne blive engelsk konge og ægte kongens datter Maria. Hans planer mislykkedes dog, og Henrik 8. lod hans mor og brødre henrette. Han måtte derpå i nogle år opholde sig i Viterbo, hvor han var i kontakt med Vittoria Colonna og andre, der senere blev anset for kættere. Han blev selv tilskrevet et lutheransk skrift. "I Rom ansås han for en lutheraner, i Tyskland for en papist, i Frankrig for kejserens tilhænger, i Bruxelles for Frankrigs", blev der sagt om ham. Det skyldtes denne uklare holdning, at han i 1549 ikke valgtes til pave. I 1554, da Maria havde besteget Englands trone, vendte han tilbage som pavelig legat og virkede nu som dronningens fortrolige rådgiver med iver for at genindføre katolicismen og få pavens overhøjhed anerkendt. I 1556 blev han Cranmers efterfølger som ærkebiskop af Canterbury. Alligevel afsatte hans fjende Caraffa, der i 1556 blev valgt til pave som Paul 4., ham som legat og kaldte ham tilbage til Rom for at forsvare sig mod beskyldninger om kætteri. Hans død, dagen efter dronning Marias, skånede ham for denne ydmygelse.